# Ginástica artística nos Jogos Pan-Americanos de 2019 - Individual geral feminino
A competição do individual geral feminino foi um dos eventos da ginástica artística nos Jogos Pan-Americanos de 2019. Foi disputada no Polideportivo Villa El Salvador nos dias 27 e 29 de julho. 

## Calendário
Horário local (UTC-5).
| Data        | Horário | Fase         |
| ----------- | ------- | ------------ |
| 27 de julho | 15:00   | Qualificação |
| 29 de julho | 13:00   | Final        |

## Medalhistas
| Ouro   | CAN Ellie Black    |
| Prata  | USA Riley McCusker |
| Bronze | BRA Flávia Saraiva |

## Resultados

### Qualificação
| Pos. | Ginasta                 |        |        |        |        | Total  | Notas |
| ---- | ----------------------- | ------ | ------ | ------ | ------ | ------ | ----- |
| 1    | USA Riley McCusker      | 13.850 | 14.900 | 14.250 | 14.050 | 57.050 | Q     |
| 2    | USA Kara Eaker          | 14.200 | 13.800 | 14.850 | 13.850 | 56.700 | Q     |
| 3    | CAN Ellie Black         | 14.550 | 14.050 | 12.950 | 13.550 | 55.100 | Q     |
| 4    | USA Morgan Hurd         | 14.300 | 14.250 | 13.100 | 13.300 | 54.950 |       |
| 5    | BRA Flávia Saraiva      | 14.500 | 12.800 | 12.900 | 13.800 | 54.000 | Q     |
| 6    | ARG Martina Dominici    | 14.600 | 13.350 | 11.700 | 13.200 | 52.850 | Q     |
| 7    | BRA Thaís Fidélis       | 13.550 | 12.950 | 12.200 | 13.300 | 52.000 | Q     |
| 8    | JAM Danusia May Francis | 13.350 | 12.875 | 12.950 | 12.800 | 51.975 | Q     |
| 9    | CAN Victoria Kayen Woo  | 13.550 | 12.600 | 12.600 | 13.100 | 51.850 | Q     |
| 10   | BRA Carolyne Pedro      | 13.450 | 13.150 | 11.950 | 12.800 | 51.350 |       |
| 11   | PER Ariana Orrego       | 13.700 | 12.000 | 12.750 | 12.850 | 51.300 | Q     |
| 12   | CAN Brooklyn Moors      | 12.500 | 13.100 | 11.950 | 13.500 | 51.050 |       |
| 13   | CUB Marcia Vidiaux      | 14.200 | 12.700 | 11.200 | 12.800 | 50.900 | Q     |
| 14   | PER Sandra Collantes    | 13.700 | 12.575 | 11.700 | 12.550 | 50.525 | Q     |
| 15   | GUA Ana Irene Palacios  | 14.200 | 11.350 | 11.500 | 12.950 | 50.000 | Q     |
| 16   | MEX Anapaula Gutierrez  | 13.750 | 12.375 | 11.900 | 11.950 | 49.975 | Q     |
| 17   | CUB Yesenia Ferrera     | 14.500 | 11.500 | 11.650 | 12.050 | 49.700 | Q     |
| 18   | PUR Karelys Diaz        | 13.050 | 11.500 | 12.350 | 12.100 | 49.000 | Q     |
| 19   | CRC Luciana Alvarado    | 13.350 | 11.350 | 12.150 | 11.950 | 48.800 | Q     |
| 20   | CHI Simona Paz Castro   | 13.300 | 12.200 | 10.700 | 12.050 | 48.250 | Q     |
| 21   | MEX Paulina Campos      | 12.500 | 11.650 | 12.250 | 11.850 | 48.050 | Q     |
| 22   | PER Fabíola Itzi Diaz   | 13.300 | 10.500 | 12.950 | 11.250 | 48.000 |       |
| 23   | MEX Jimena Gutierrez    | 12.650 | 12.250 | 11.350 | 11.700 | 47.950 |       |
| 24   | PUR Andrea Maldonado    | 13.300 | 12.050 | 10.200 | 12.200 | 47.750 | Q     |
| 25   | ARG Luna Fernandez      | 11.650 | 12.300 | 11.750 | 11.800 | 47.500 | Q     |
| 26   | CRC Heika del Sol Salas | 11.750 | 12.700 | 10.900 | 11.850 | 47.200 | Q     |
| 27   | ESA Paola Massiel Ruano | 12.400 | 11.025 | 11.800 | 11.350 | 46.575 | Q     |
| 28   | VEN Katriel de Sousa    | 13.250 | 10.250 | 10.950 | 11.850 | 46.300 | Q     |
| 29   | CHI María del Sol Pérez | 11.950 | 11.950 | 10.800 | 11.350 | 46.050 | Q     |
| 30   | MEX Daniela Briceño     | 11.800 | 12.700 | 10.500 | 10.300 | 45.300 |       |
| 31   | CHI Franchesca Santi    | 14.050 | 10.650 | 8.350  | 12.100 | 45.150 |       |
| 32   | URU Pierina Cedres      | 12.150 | 10.700 | 10.700 | 11.200 | 44.750 | R     |
| 33   | JAM Kiara Richmon       | 12.600 | 11.400 | 9.950  | 10.650 | 44.600 | R     |
| 34   | PUR Paula Andrea Mejías | 13.700 | 10.400 | 9.300  | 11.000 | 44.400 |       |
| 35   | BOL Diana Vasquez       | 13.200 | 9.350  | 10.750 | 10.950 | 44.250 | R     |
| 36   | COL Angie Rodríguez     | 12.700 | 9.800  | 10.575 | 10.900 | 43.975 | R     |
| 37   | BOL María Celeste Arauz | 13.100 | 9.750  | 9.550  | 8.850  | 41.250 |       |
| 38   | CAY Raegan Amelia Rutty | 12.075 | 9.600  | 9.400  | 9.900  | 40.975 |       |
| 39   | ARG Abigail Magistrati  |        | 13.000 | 11.950 | 13.100 | 38.050 |       |
| 40   | DOM Alondra Echavarría  |        | 8.025  | 8.650  | 10.050 | 26.725 |       |

### Final
| Pos.              | Ginasta                 |        |        |        |        | Total  |
| ----------------- | ----------------------- | ------ | ------ | ------ | ------ | ------ |
| Medalha de ouro   | CAN Ellie Black         | 14.450 | 14.300 | 13.900 | 12.600 | 55.250 |
| Medalha de prata  | USA Riley McCusker      | 14.250 | 13.150 | 14.200 | 13.525 | 55.125 |
| Medalha de bronze | BRA Flávia Saraiva      | 14.150 | 12.800 | 13.500 | 13.900 | 54.350 |
| 4                 | USA Kara Eaker          | 13.950 | 13.950 | 13.500 | 12.350 | 53.750 |
| 5                 | ARG Martina Dominici    | 13.850 | 13.300 | 12.800 | 12.850 | 52.800 |
| 6                 | BRA Thaís Fidélis       | 13.700 | 12.750 | 13.000 | 13.250 | 52.700 |
| 7                 | JAM Danusia May Francis | 13.500 | 12.750 | 12.750 | 12.650 | 51.650 |
| 8                 | CAN Victora Kayen Woo   | 13.500 | 12.950 | 12.550 | 12.250 | 51.250 |
| 9                 | ARG Luna Fernandez      | 13.350 | 12.750 | 12.000 | 12.350 | 50.450 |
| 10                | CUB Marcia Vidiaux      | 14.150 | 13.000 | 10.900 | 11.950 | 50.000 |
| 11                | PUR Andrea Maldonado    | 13.400 | 12.000 | 11.100 | 12.400 | 48.900 |
| 12                | CUB Yesenia Ferrera     | 14.500 | 10.450 | 11.250 | 12.500 | 48.700 |
| 13                | CRC Luciana Alvarado    | 13.250 | 11.350 | 12.450 | 11.400 | 48.450 |
| 14                | CHI Simona Paz Castro   | 13.250 | 12.650 | 10.650 | 11.700 | 48.250 |
| 15                | MEX Anapaula Gutierrez  | 13.900 | 11.850 | 11.100 | 10.900 | 47.750 |
| 16                | PUR Karelys Diaz        | 13.050 | 11.300 | 11.475 | 11.650 | 47.475 |
| 17                | PER Sandra Collantes    | 12.950 | 10.950 | 11.350 | 12.200 | 47.450 |
| 18                | MEX Paulina Campos      | 12.050 | 10.950 | 11.500 | 12.100 | 46.600 |
| 19                | CRC Heika del Sol Salas | 12.350 | 12.350 | 10.200 | 11.400 | 46.300 |
| 20                | PER Ariana Orrego       | 13.350 | 11.400 | 9.750  | 11.750 | 46.250 |
| 21                | VEN Katriel de Sousa    | 12.950 | 11.750 | 9.550  | 11.650 | 45.900 |
| 22                | GUA Ana Irene Palacios  | 13.950 | 10.400 | 8.850  | 12.600 | 45.800 |
| 23                | ESA Paola Massiel Ruano | 12.150 | 10.825 | 11.700 | 11.100 | 45.775 |
| 24                | CHI María del Sol Pérez | 11.700 | 11.600 | 10.150 | 10.550 | 44.000 |